# Zenith Z-19
Zenith Z-19 — терминал с ЭЛТ-дисплеем, выпускавшийся компанией Zenith Data Systems Corporation (ZDS) в конце 1970-х — начале 1980-х годов. Это был один из первых терминалов, использующих микропроцессор Z80 и поддерживающих операционные системы CP/M и MS-DOS. Он также широко использовался программистами Microsoft и других компаний-разработчиков программного обеспечения, а также академическими и правительственными учреждениями.

## История
Компания Zenith Data Systems была основана в октябре 1979 года после приобретения компании Heath Company у Schlumberger Limited компанией Zenith Radio Company. Heath Company была известна своей линейкой электронных наборов Heathkit и микрокомпьютеров, таких как H8, которые пользовались большой популярностью среди инженеров и энтузиастов вычислительной техники. Первоначально ZDS предлагала предварительно собранные версии существующих компьютеров Heathkit, но вскоре начала разрабатывать собственные системы, включая Z-100, который представлял собой гибрид компьютера на базе микропроцессоров Zilog Z80 и Intel 8088, способный работать под управлением операционных систем CP/M и MS-DOS.
ZDS сосредоточилась на деловом и правительственном рынках, избегая розничного потребительского рынка. Выиграла несколько выгодных правительственных контрактов на сотни миллионов долларов, включая контракт с Министерством обороны США на сумму 242 миллиона долларов в 1987 году — крупнейший на тот момент правительственный контракт, связанный с компьютерами. В 1986 году компания также выиграла контракт с Налоговой службой на поставку портативного компьютера, опередив IBM. В 1988 году ZDS достигла своего пика доходов в размере 1,4 миллиарда долларов, но столкнулась с растущей конкуренцией со стороны других производителей компьютеров и меняющимся рынком. В конце 1989 года ZDS приобретена французской компанией Groupe Bull за сумму от 511 до 635 миллионов долларов США. Zenith Data Systems продолжала работать в составе Groupe Bull до 1996 года, когда её приобрела компания Packard Bell NEC, а в 1999 году бренд был снят с производства.

## Описание
Отдельный настольный терминал с дисплеем, управляемый микропроцессором Z80. Он имел прикрепленную клавиатуру в виде пишущей машинки с 12-клавишной цифровой панелью, 12-дюймовый монохромный ЭЛТ-дисплей с разрешением 80 столбцов на 24 строки, поддерживал наборы символов ASCII и ANSI, а также графические режимы, последовательный порт для подключения к центральному компьютеру мэйнфрейма или другому терминалу через модем или прямой кабель, дополнительный параллельный порт для подключения к принтеру.
Способен эмулировать терминал DEC VT-52, который был популярной моделью терминала в то время. Он также имел свой собственный режим, который предоставлял больше возможностей и гибкости, чем режим VT-52, несколько вариантов конфигурации, которые можно было установить с помощью переключателей на задней панели или программных команд. Эти параметры включали скорость передачи данных, проверку чётности, длину слова, стоповые биты, управление потоком, форму курсора, яркость экрана, скорость повтора клавиатуры, звук щелчка клавиатуры, звук звонка и многое другое.
Совместим с операционными системами CP/M и MS-DOS, которые широко использовались в персональных компьютерах в то время. Он мог запускать различные программные приложения, разработанные для этих операционных систем, такие как текстовые процессоры, электронные таблицы, базы данных, игры и многое другое. Он также мог получать доступ к онлайн службам, таким как CompuServe и The Source, через модемное соединение. Терминал был особенно популярен среди программистов Microsoft и других софтверных компаний, которые использовали его для написания кода и отладки программ на центральных мэйнфреймах. Терминал также поддерживал язык программирования BASIC и имел дополнительный картридж ROM, содержащий интерпретатор Microsoft BASIC. В зависимости от режима работы терминал мог использоваться как «простой» или «умный» терминал. Простой терминал просто отображал выходные данные с компьютера мэйнфрейма без какой-либо обработки или взаимодействия. Интеллектуальный терминал мог выполнять некоторую обработку и взаимодействие самостоятельно, не полагаясь на компьютер мэйнфрейма.